# Чемпіонат України з боксу 2025
XXXII Чемпіонат України з боксу серед чоловіків був організований Федерацією боксу України і відбувся одночасно з чемпіонатом України з боксу серед жінок з 9 по 16 березня 2025 року в Одесі. В змаганнях взяли участь 204 спортсмени з різних куточків України: 135 чоловіків та 69 жінок. Було визнано 13 чемпіонів України з боксу в різних вагових категоріях серед чоловіків та 12 чемпіонок серед жінок.

## Медалісти
| Дисципліна                       | Золото             | Срібло               | Бронза              |
| -------------------------------- | ------------------ | -------------------- | ------------------- |
| до 46-48 кг, чоловіки докладніше | Андрій Єфимович    | Андрій Лопушенко     | Богдан Ганжа        |
| до 46-48 кг, чоловіки докладніше | Андрій Єфимович    | Андрій Лопушенко     |                     |
| до 51 кг, чоловіки докладніше    | Сійовуш Мухамадієв | Максим Рудик         | Микита Курдюков     |
| до 51 кг, чоловіки докладніше    | Сійовуш Мухамадієв | Максим Рудик         | Владислав Гаврилюк  |
| до 54 кг, чоловіки докладніше    | Ельмір Набієв      | Дмитро Колісніченко  | Владислав Кондратюк |
| до 54 кг, чоловіки докладніше    | Ельмір Набієв      | Дмитро Колісніченко  | Іса Тагієв          |
| до 57 кг, чоловіки докладніше    | Олег Чулячеєв      | Михайло Дзязько      | Денис Роздольський  |
| до 57 кг, чоловіки докладніше    | Олег Чулячеєв      | Михайло Дзязько      | Владислав Стась     |
| до 60 кг, чоловіки докладніше    | Айдер Абдураїмов   | Максим Власюк        | Алі Дагли           |
| до 60 кг, чоловіки докладніше    | Айдер Абдураїмов   | Максим Власюк        | Мирослав Гончар     |
| до 63,5 кг, чоловіки докладніше  | Даниїл Заморило    | Нікіта Погожий       | Данило Дрижак       |
| до 63,5 кг, чоловіки докладніше  | Даниїл Заморило    | Нікіта Погожий       | Максим Жигаров      |
| до 67 кг, чоловіки докладніше    | Ельвін Алієв       | Данило Лозан         | Андрій Бришполець   |
| до 67 кг, чоловіки докладніше    | Ельвін Алієв       | Данило Лозан         | Ігор Христосов      |
| до 71 кг, чоловіки докладніше    | Юрій Захарєєв      | Бозоброй Матякубов   | Ратмір Турчанінов   |
| до 71 кг, чоловіки докладніше    | Юрій Захарєєв      | Бозоброй Матякубов   | Дмитро Куля         |
| до 75 кг, чоловіки докладніше    | Максим Зіневич     | В'ячеслав Бригаденко | Гліб Наддал         |
| до 75 кг, чоловіки докладніше    | Максим Зіневич     | В'ячеслав Бригаденко | Богдан Трайнич      |
| до 80 кг, чоловіки докладніше    | Матвій Ражба       | Павло Іллюша         | Максим Кофан        |
| до 80 кг, чоловіки докладніше    | Матвій Ражба       | Павло Іллюша         | Микита Засенок      |
| до 86 кг, чоловіки докладніше    | Данило Жасан       | Павло Мічковський    | Ашот Кочарян        |
| до 86 кг, чоловіки докладніше    | Данило Жасан       | Павло Мічковський    | Олександр Магамєдов |
| до 92 кг, чоловіки докладніше    | Богдан Толмачов    | Євген Павловський    | Богдан Градов       |
| до 92 кг, чоловіки докладніше    | Богдан Толмачов    | Євген Павловський    | Рамазан Муслімов    |
| понад 92 кг, чоловіки докладніше | Дмитро Ловчинський | Василь Ткачук        | В'ячеслав Гаврилюк  |
| понад 92 кг, чоловіки докладніше | Дмитро Ловчинський | Василь Ткачук        | Андрій Халецький    |